# Doshas

Humors de l'Aiurveda juntament amb els cinc grans elements que els formen.

Els doshas (en Sànscrit: दोषः AITS: doṣa, traducció 'humors') són els 'humors' que segons la cultura hindú estan presents al cos i l'ànima de cada individu. L'anomenada "teoria dels tres doshas" (en Sànscrit:त्रिदोषोपदेशः, tridoṣa-upadeśaḥ), és descrita segons aiurveda com la quantitat i la qualitat d'aquestes tres substàncies que fluctuen en el cos. Es distingeixen tres doshas o tres humors: Vata (del Sànscrit वत, en AITS Vāta, i que es pot traduir com a "aire"), Pitta (del Sànscrit पित्त, en AITS Pitta, i que es pot traduir com a "bilis") i Kapha (del Sànscrit कफ, en AITS Kapha, que es pot traduir com a"flegma"). La combinació d'aquests humors en el cos i ànima de cada persona constitueix el seu ‘temperament’, ‘biotip’ o ‘principi metabòlic’ i fons i tot la forma del seu cos, encara que sempre hi ha un dosha que predomina. En Aiurveda es creu que un desequilibri de les quantitats d'aquests tres humors o bioelements corporals fonamentals produeix malaltia, per tant són considerats alhora de receptar un tractament.
Segons l'Aiurveda, els cinc elements de la naturalesa (l'Èter (element), l'aire, el foc, l'aigua i la terra) es combinen en l'organisme en forma del doshas (Vata, Pitta i Kapha).
- L'aire i l'Èter (element) formen el dosha Vata. Auest controla el moviment muscular i articular, la respiració i els batecs del cor. A més, el Vata controla l'ansietat, la por, el dolor i altres funcions del Sistema nerviós.
- El foc i l'aigua formen el dosha Pitta, el qual controla les funcions corporals com la digestió, el Metabolisme, la intel·ligència i el color de la pell. El Pitta també controla les emocions d'ira, odi i gelosia.
- La terra i l'aigua representen el dosha Kapha. El Kapha controla l'estructura física del cos i del sistema immunitari. Es creu que les respostes emocionals estan controlades pel Kapha inclouen la calma, el perdó, l'amor i la cobdícia.

## Constitucions típiques d'acord amb el dosha predominant

### Constitució típica de la persona Vata (dosha predominant)
- Prima i lleugera.
- Ment activa, creativa i sense descans.
- Venes i tendons prominents.
- Tendència a tenir pell i cabell sec.
- Poca tolerància al fred.
- Patrons variables de dieta i somni.
- Tendència a l'ansietat, la constipació i l'insomni.

### Constitució típica de la persona Pitta (dosha predominant)
- Estructura física mitjana.
- Intel·lecte agut i discriminatiu.
- Fort apetit.
- Pigues disseminades.
- Tendència a la calvicie o els cabells blancs prematurs.
- Transpiració fàcil i extremitats tèbies.
- Tendència a la irritabilitat, la gastritis i els problemes en la pell.

### Constitució típica de la persona Kapha (dosha predominant)
- Estructura física pesada.
- Tendència al sobrepès.
- Digestió lenta.
- Cabell gras, gruixut i ondulat.
- Somni prolongat i profund.
- Metòdica en la forma d'accionar.
- Lenta per a enfadar-se.
- Modes delicats i tranquils.

## Combinació de doshas
La Aiurveda planteja que cada persona neix dotada de les qualitats de cada dosha, per a descriure una personalitat i un cos Vata, Pitta o Kapha, no obstant això, sempre hi haurà un dosha que predomini i marqui les característiques de l'individu. Un persona Vata-kapha, per exemple, pot ser nerviós i alhora serè, combinació aparentment impossible, però evident en alguns casos. El dosha dominant determina les reaccions primàries als estímuls exteriors tant en l'aspecte físic com en el mental. El segon dosha exerceix influència de diverses maneres, però mai es barregen entre si per a donar un nou resultat. Per exemple, la combinació Vata que es distingeix per constitució prima amb el Kapha, que es caracteritza per un físic corpulent, no resulta en una complexió mitjana (pròpia dels Pitta), sinó que presentarà el tret del seu dosha dominant.
Aquests són els exemples de combinacions de doshas:

### Combinació Vata-pitta
Aquestes persones solen ser de complexió prima, així com conversadors i amistosos, de moviments ràpids, però amb una tendència més emprenedora i amb un intel·lecte més agut (trets pitta). És menys probable que siguin nerviosos, hipersensibles o d'irregularitat física. En general, la seva digestió és molt sana, i demostren una major tolerància al fred, ja que el pitta millora notablement la circulació.

### Combinació Pitta-vatta
Són d'estructura mitjana, més forts i musculosos que els Vata-pitta. Els Pitta-vata són de moviments ràpids, tenen gran resistència i solen ser fermes i enèrgics. La seva digestió és eficient i el seu ritme intestinal regular. Afronten els desafiaments difícils i encaren els problemes amb entusiasme o agressivitat.
Tant els Vata-pitta com els Pitta-vata poden experimentar una certa propensió a la por i a la ira, emocions negatives dels dos doshas. Si estan en desequilibri i sota pressió, aquesta combinació els posa tibants, massa ambiciosos i insegurs.

### Combinació Pitta-kapha
Els Pitta-kapha presenten la intensitat de Pitta en la seva actitud i un cos sòlid, gruixut i pesat propi de Kapha. Són molt musculosos i corpulents. La seva personalitat pot mostrar l'estabilitat de Kapha, però la força de Pitta, amb la seva tendència a la ira i la crítica, sol ser molt més evident i distingible que la serenitat Kapha. El tipus físic Pitta-kapha és especialment favorable per als atletes, perquè reuneix en si l'energia ambiciosa de Pitta amb la resistència de Kapha. No tenen molta tolerància al dejuni. A més, compten amb una excel·lent salut física.

### Combinació Kapha-pitta
Els Kapha-pitta tendeixen a posseir una bona musculatura, però amb major proporció de greix. Solen ser més rodons de rostre i de cos. Es mouen amb major lentitud i són relaxats, compten amb una gran resistència i una energia estable. Els senti bé fer exercici amb regularitat, encara que no són molt actius.

### Combinació Vata-kapha
Compten amb una complexió prima, combinada amb l'actitud relaxada i serena de Kapha. De fet, ja que la irregularitat de Vata domina l'organisme, poden ser bastant quins. Els Vata-kapha destil·len una sensació d'estabilitat interior; tendeixen a ser de temperament afable, però, baix pressió, tal vegada reaccionen alarmats. Les persones d'aquest tipus físic tendeixen a ser veloços i eficients quan la situació l'exigeix, però coneixen la seva tendència Kapha a procrastinar. També poden manifestar l'impuls d'acumular i estalviar. Com que tots dos doshas són freds, tendeixen a detestar el fred ambiental. Els seus doshas freds també solen ser causa de digestions irregulars o lentes.

### Combinació Kapha-vata
Els Kapha-vata són corpulents i de moviments pausats. A causa de la presència de Kapha, són més estables i probablement més relaxats que els Vata-kapha, però manquen de l'entusiasme de Vata. També tendeixen a ser més atlètics i a tenir major aguant. Igual que els Vata-kapha, es queixen sovint d'irregularitats digestives i no toleren el fred.